# Vela latina

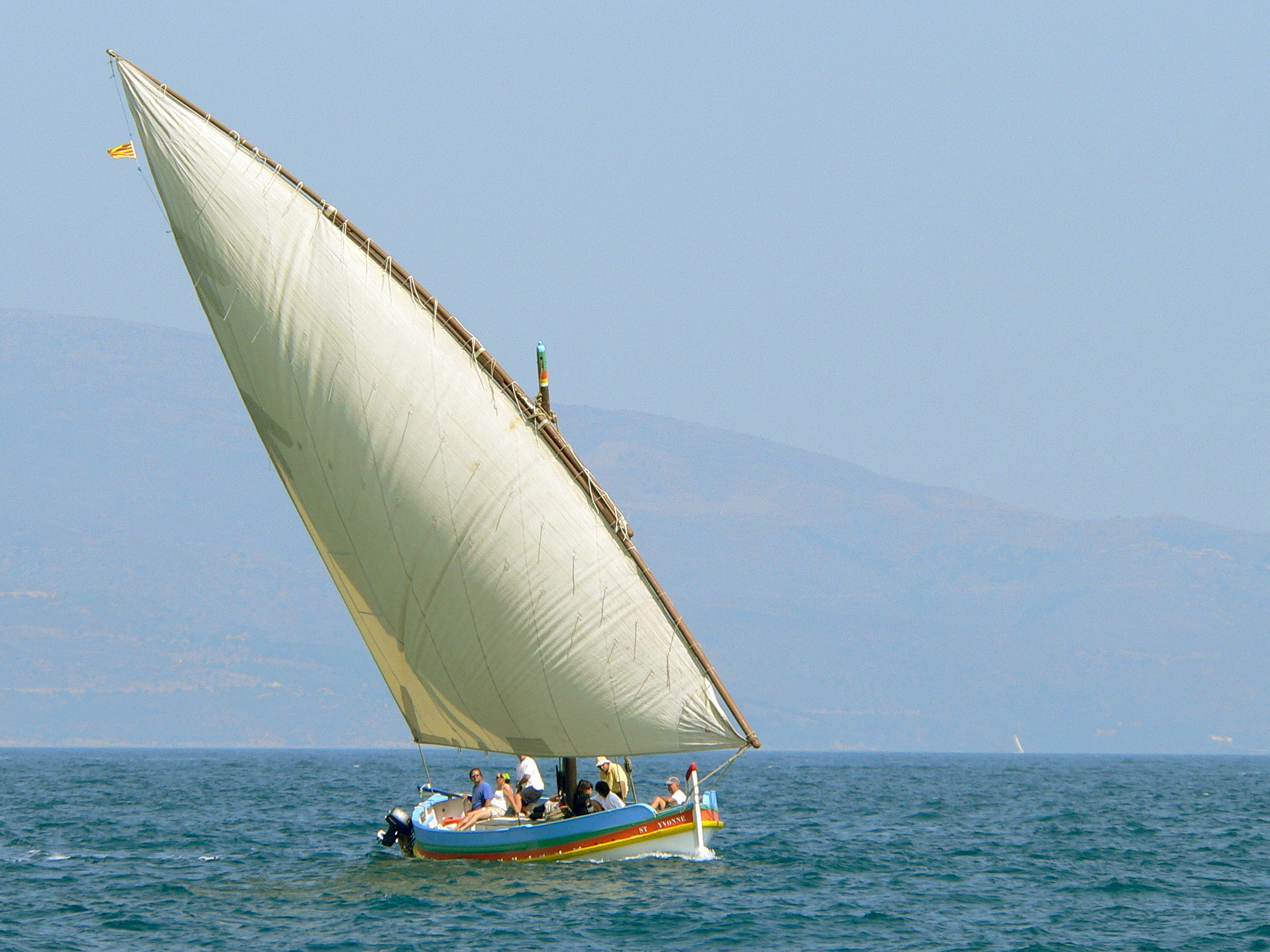
Barca con vela latina.

La vela latina è una vela di taglio triangolare («latina» è probabilmente dall'agg. latino, anticamente 'facile, agevole')

## Storia
Diffusa in tutto il Mar Mediterraneo, sin dall'età antica, oggi questa vela conosce una rinascita in tutto il Mar Mediterraneo. La Regata della Vela Latina di Stintino è l'evento che dal 1983 ha portato alla ribalta internazionale il mondo della vela latina e da allora decine di eventi hanno seguito questa intuizione. La traversata atlantica del "leudo" Felice Manin, avvenuta nel 1984/1985, fu l'avvenimento più significativo per la riscoperta della Vela Latina Mediterranea 
Carloforte, Porto Torres, Olbia, La Maddalena, Bosa, Alghero, sono i centri maggiormente interessati da questo fenomeno dove inoltre operano ancora diversi mastri d'ascia.
Alcune di queste imbarcazioni, restaurate, svolgono inoltre attività di charter nelle isole dell'arcipelago della Maddalena.
Nel 2018 in Francia, "l'arte di navigare a vela latina" (L’art de la navigation sous voile latine) è stata riconosciuta come "patrimonio culturale immateriale" dal Ministero della Cultura francese ed inserita nell'Inventario nazionale Archiviato il 24 giugno 2019 in Internet Archive., creato per recepire la http://www.unesco.it/it/ItaliaNellUnesco/Detail/189. In particolare, l'emblema è stato attribuito grazie alla Fédération du Patrimoine Maritime Méditerranéen che ne ha presentato la candidatura.
Nel luglio 2020, su proposta congiunta dell'Associazione Vela Latina Monte di Procida e del Comune di Monte di Procida, la Regione Campania, in concordanza alla suddetta convezione Unesco, ha riconosciuto il ‘Sapere e l’abilità della marineria flegrea inerenti alla costruzione, alla manutenzione e all’utilizzo del gozzo napoletano-flegreo a remi e a vela latina’ come Patrimonio Culturale Immateriale.

## Struttura

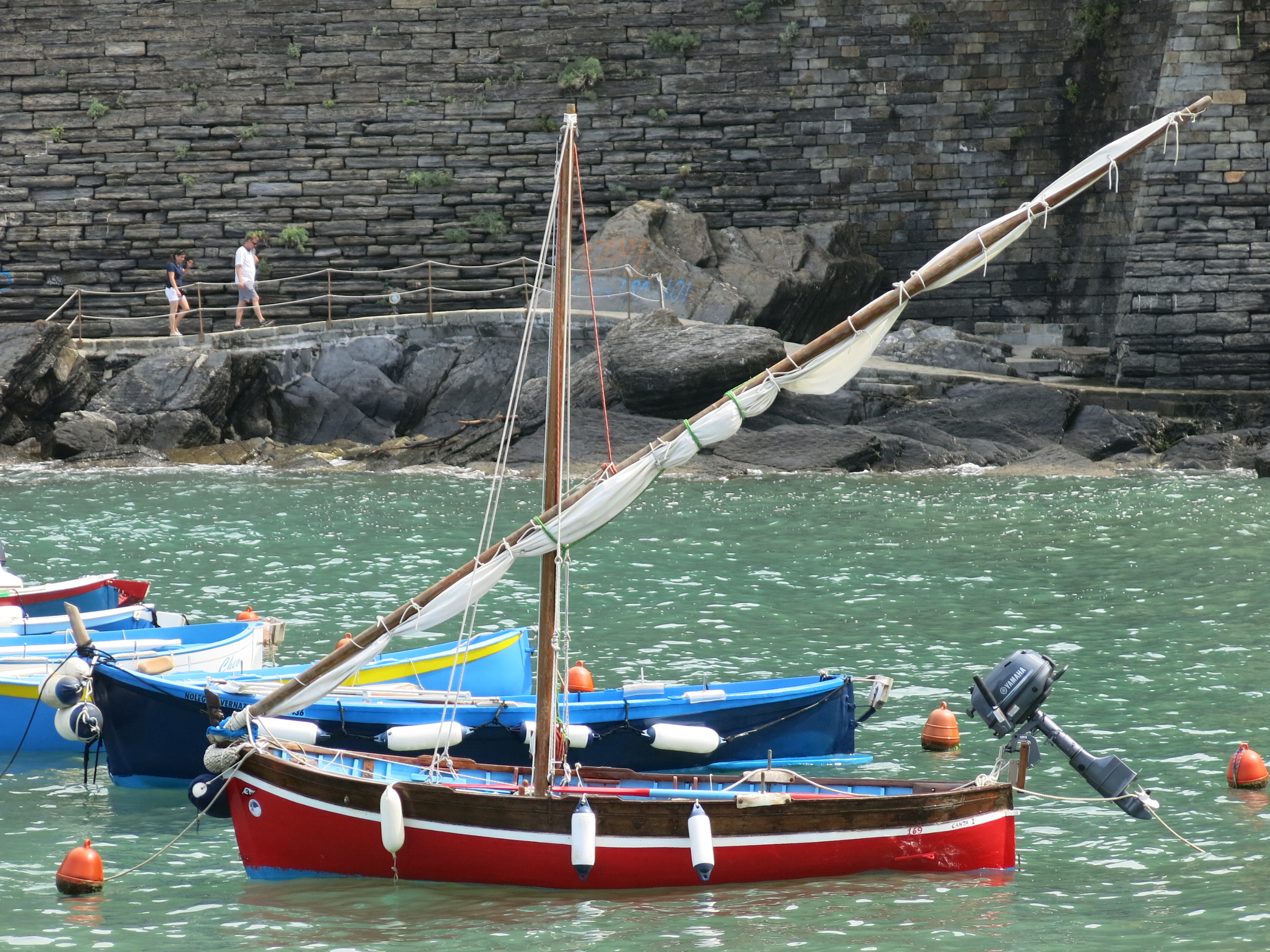
Leudo, imbarcazione ligure a vela latina
porto di Vernazza

La struttura della vela latina è composta da un albero e da un'asta, detta antenna, che viene issata diagonalmente sull'albero. 
La vela è inferita sull'antenna mediante appositi legacci denominati matafioni, in modo che l'antenna possa sostenerla per tutta la lunghezza. 
La vela ha tre angoli: l'angolo di mura, l'angolo di drizza e l'angolo di scotta. Il lato della vela che viene inferito sull'antenna è quello compreso tra l'angolo di drizza e l'angolo di mura. L'angolo di scotta resta libero. Una volta che l'antenna è issata sull'albero in posizione obliqua, l'angolo di mura resta in basso in prossimità della prua delle barche, l'angolo di drizza va in alto in una posizione superiore alla cima dell'albero e l'angolo di scotta resta libero verso la poppa, dove potrà essere manovrato appunto con la scotta. 
La dimensione della vela può cambiare in funzione della forza del vento, e assume di volta in volta nomi diversi: "bastarda" (la più grande), "borda" (la media) e "marabutto" (la piccola). La lunghezza dell'antenna deve essere tale da poter reggere la vela più grande, cioè la bastarda.

## Tipologia
Nelle regate di vela latina gareggiano varie classi che si differenziano per grandezza e per conformazione dello scafo (poppa tronca o poppa tonda, ad esempio): lancette, lance, guzzette, gozzi, velieri, leudi, filughe e altri ancora.